# 舞鶴市立明倫小学校
舞鶴市立明倫小学校（まいづるしりつ めいりんしょうがっこう）は、京都府舞鶴市北田辺にある公立小学校。近くに田辺城がある。

## 歴史
江戸時代の西舞鶴は丹後田辺藩の城下町として栄えた。天明年間（1781年-1789年）には田辺藩第6代藩主の牧野宣成によって学問所の明倫齋が設立され、文久年間（1861年-1864年）には第9代藩主の牧野誠成によって明倫館に改称された。「明倫」は「人倫を明らかにする」という意味である。安政年間（1855年-1860年）には漢学に加えて洋学・医学・算術・書・習礼が取り入れられた。
1872年（明治5年）に学制が発布されると、明倫館の土地と建物を引き継いで、1873年（明治6年）4月13日に明倫小学校が開校した。開校時の正式な校名は「第3大学区豊岡県管内第25番中学区丹後国加佐郡舞鶴自第12番至第182番連合小学明倫校」。1902年（明治35年）には校名が舞鶴町立舞鶴高等小学校, 1910年（明治43年）3月には舞鶴町立明倫尋常高等小学校となった。同年4月には男女別学が開始され、女児は明倫校に、男児は舞鶴校（舞鶴尋常高等小学校）に通うこととなったが、1913年（大正2年）には舞鶴校が明倫校に統合されている。1912年（明治45年）には舞鶴尋常高等小学校付属町立舞鶴図書館が設置された。
太平洋戦争中の1941年（昭和16年）には国民学校令が施行され、舞鶴市明倫国民学校に改称した。戦後の1947年（昭和22年）には学校教育法が施行され、舞鶴市明倫小学校に改称した。1955年（昭和30年）には鉄コン筋クリート造の本館が竣工し、1962年（昭和37年）には防火水槽としての機能も持つプールが完成した。1973年（昭和48年）には創立100周年記念式典を開催した。1981年（昭和56年）から2年をかけて校舎が改築され、教室棟・体育館・プールが新築された。正門は藩校の明倫館だった頃に使用されていた門を移築したものである。2017年（平成29年）2月28日には正門が舞鶴市指定有形文化財に指定された。

## 卒業生
- 山口有希 - 1999年卒。男子陸上選手（短距離走）。2004年アテネオリンピック男子400メートル出場。
- 齋藤里香 - 1999年卒。女子重量挙げ選手[4]。2008年北京オリンピック8位入賞。
- ギャル曽根 - 2001年卒。大食いタレント。
- 今崎俊樹- 2003年卒。男子陸上選手(中長距離)。